# Double Dose: Ultimate Hits
| Recensione | Giudizio |
| ---------- | -------- |
| AllMusic   |          |

Double Dose: Ultimate Hits è una doppia raccolta del gruppo musicale statunitense Poison, pubblicata il 3 maggio 2011 dalla EMI.

## Tracce

### CD1
1. Nothin' but a Good Time – 3:44 (da Open Up and Say...Ahh!)
2. Talk Dirty to Me – 3:44 (da Look What the Cat Dragged In)
3. Look What the Cat Dragged In – 3:11 (da Look What the Cat Dragged In)
4. Be the One – 5:39 (da Crack a Smile...and More!)
5. We're an American Band – 3:10 (da The Best of Poison: 20 Years of Rock)
6. Life Goes On – 4:48 (da Flesh & Blood)
7. Every Rose Has Its Thorn – 4:19 (da Open Up and Say...Ahh!)
8. Stand – 5:14 (da Native Tongue)
9. Livin' for the Minute – 2:41 (da Open Up and Say...Ahh! 20th Anniversary Edition)
10. Little Willy – 3:18 (da Poison'd!)
11. (Flesh & Blood) Sacrifice – 4:41 (da Flesh & Blood)
12. I Won't Forget You – 3:35 (da Look What the Cat Dragged In)
13. Rock and Roll All Nite – 3:35 (da Less Than Zero Soundtrack)
14. Love on the Rocks – 3:33 (da Open Up and Say...Ahh!)
15. Suffragette City – 2:56 (da Poison'd!)
16. Lay Your Body Down – 5:27 (da Poison's Greatest Hits: 1986-1996)
17. Until You Suffer Some (Fire and Ice) – 4:13 (da Native Tongue)
18. No More Lookin' Back (Poison Jazz) – 3:18 (da Swallow This Live)

### CD2
1. Unskinny Bop – 3:49 (da Flesh & Blood)
2. Cry Tough – 3:37 (da Look What the Cat Dragged In)
3. I Want Action – 3:05 (da Look What the Cat Dragged In)
4. Your Mama Don't Dance – 3:00 (da Open Up and Say...Ahh!)
5. Something to Believe In – 5:30 (da Flesh & Blood)
6. Fallen Angel – 3:57 (da Open Up and Say...Ahh!)
7. Ride the Wind – 3:52 (da Flesh & Blood)
8. Bastard Son of a Thousand Blues – 4:56 (da Native Tongue)
9. Sexual Thing – 3:34 (da Poison's Greatest Hits: 1986-1996)
10. Can't You See – 4:56 (da Poison'd!)
11. So Tell Me Why – 3:22 (da Swallow This Live)
12. What I Like About You – 2:58 (da Poison'd!)
13. Face the Hangman – 3:19 (da Crack a Smile...and More!)
14. Cover of the Rolling Stone – 3:08 (da Crack a Smile...and More!)
15. Poor Boy Blues – 4:52 (da Flesh & Blood)
16. Look but You Can't Touch – 3:26 (da Open Up and Say...Ahh!)
17. Theatre of the Soul – 4:41 (da Native Tongue)

## Formazione
- Bret Michaels – voce, armonica a bocca, seconda chitarra
- C.C. DeVille – chitarra (CD1: tracce 1-3, 5-7, 9-15, 18; CD2: tracce 1-7, 10-13, 15-16)
- Blues Saraceno – chitarra (CD1: tracce 4, 16; CD2: tracce 9, 14)
- Richie Kotzen – chitarra (CD1: tracce 8, 17; CD2: tracce 8, 17)
- Bobby Dall – basso
- Rikki Rockett – batteria